# Arizona Chemical

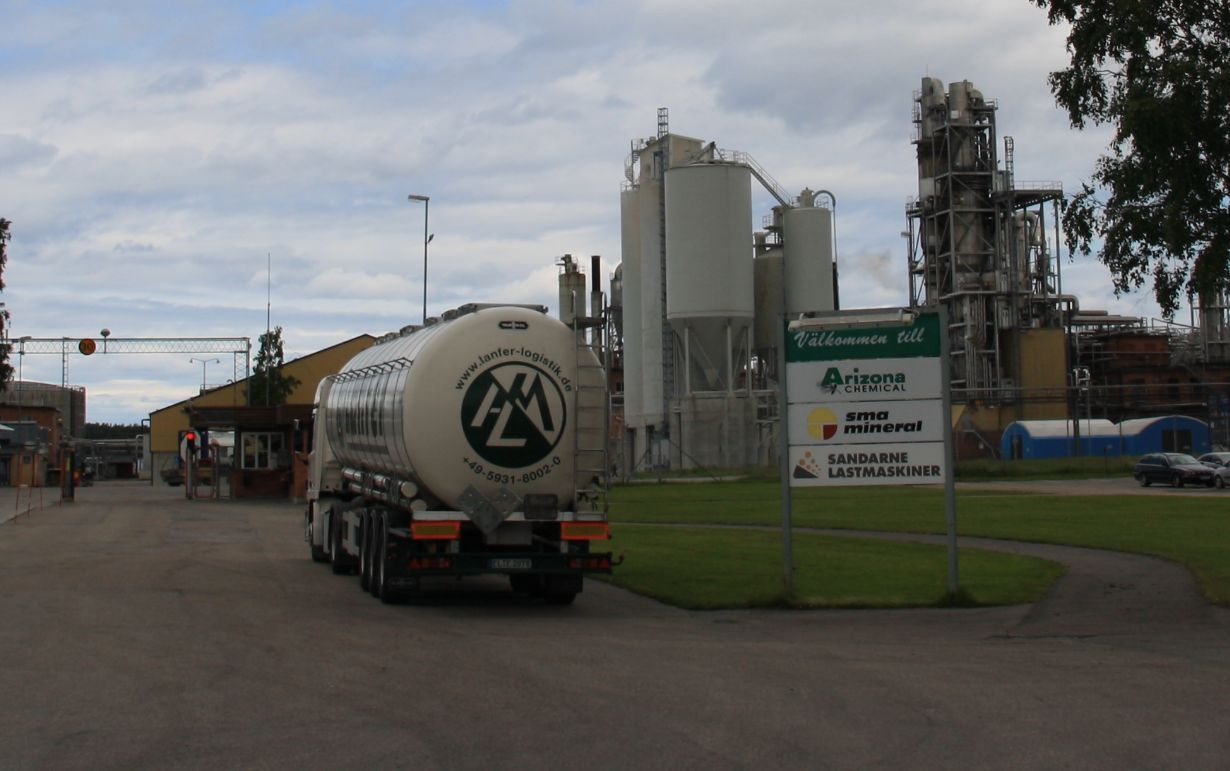
Arizona Chemical-Werk in Sandarne, Schweden

Arizona Chemical ist ein US-amerikanisches Chemieunternehmen, das Kiefernchemikalien, also Folgeprodukte  des Sulfatverfahrens in der Zellstoffherstellung wie Tallöl, Terpentinöl, Kolophonium, Terpene und Polyamidharze, herstellt.

## Geschichte
Arizona Chemical wurde 1930 als Joint Venture von International Paper und American Cyanamid gegründet. 1984 erlangte International Paper die alleinige Kontrolle über das Unternehmen und tätigte Ende der 1980er und Anfang der 1990er mehrere strategische Übernahmen in Skandinavien. 2007 wurde das Unternehmen an die Heuschrecke Rhône Capital und zwei Jahre später an American Securities verkauft.
2009 wurde die deutsche Abieta Chemie übernommen.
Anfang 2016 übernahm Kraton Polymers für 1,37 Mrd. $ Arizona Chemical.

## Werke
Arizona Chemical hat eine Tallöl-Raffineriekapazität von 800.000 t pro Jahr:
- Panama City, Florida, USA
- Port St. Joe, Florida, USA (geschlossen im Juli 2009[8])
- Savannah (Georgia), USA
- Dover (Ohio), USA
- Gersthofen, Deutschland
- Chester-le-Street, England
- Niort, Frankreich
- Oulu, Finnland
- Sandarne bei Söderhamn, Schweden